# Ligati
Ligati je naseljeno mjesto u općini Foči-Ustikolini, Federacija BiH, BiH. U blizini teče Ligački potok koji se ulijeva u Kosovsku rijeku. Naselje Ligati popisano je kao samostalno naselje na popisu 1961., a na kasnijim popisima ne pojavljuje se, jer je 1962. pripojeno Mravljači (Sl.list NRBiH, br.47/62).

## Stanovništvo
| Narod     | Popis 1961. |
| --------- | ----------- |
| Hrvati    |             |
| Muslimani |             |
| Srbi      | 113         |
| ostali    |             |
| Ukupno    | 113         |